# Педреро, Антонио
Антонио Педреро Лопес (исп. Antonio Pedrero López; род. 23 октября 1991, Тарраса, провинция Барселона, Испания) — испанский профессиональный шоссейный велогонщик, выступающий с 2016 года за команду Movistar Team.

## Карьера
В 2017 году дебютировал на Вуэльта Испании 2017, заняв там 51 место.

## Достижения
2014
1-й  Вуэльта Наварра
1-й Этап 1
2015
3-й Тур Гваделупы
1-й Этап 9
2016
10-й Circuito de Getxo
10-й Tour de l'Ain
2018
8-й Вуэльта Астурии

## Статистика выступлений

### Гранд-туры
| Гонка   | 2017 | 2018 | 2019 |
| ------- | ---- | ---- | ---- |
| Джиро   | —    | 92   |      |
| Тур     | —    | —    |      |
| Вуэльта | 51   | —    |      |